# Veľká Javorina (Góry Czerchowskie)
Veľká Javorina (1098 m) – szczyt w środkowej części Gór Czerchowskich we wschodniej Słowacji. Drugi co do wysokości szczyt pasma. Pokryty halami, od centralnej kulminacji odchodzą liczne ramiona.

## Szlak turystyczny
niebieski: wieś Pusté Pole – wieś Kyjov – przełęcz Pod Minčolom – Minčol – Lazy – Hyrová – przełęcz Ždiare – Forgáčka – Dvoriská – Hrašovík – przełęcz Priehyby – Solisko – przełęcz Lysina – Veľká Javorina – Čergov – przełęcz Čergov – wieś Osikov – wieś Vaniškovce